# Gösta Eriksen
Gösta "Gus" Eriksen, född 31 december 1912 i Seattle USA, död 1987, var en av Sveriges mest framgångsrika roddtränare genom tiderna.
Gus Eriksen växte upp med svensktalande föräldrar som hade emigrerat till USA från Åland. Som aktiv roddare hade han tävlat för University of Washington för tränaren Al Ulbrickson. Eriksen tränande inför Berlinolympiaden men hans båt kom tvåa med en hårsmån i uttagningsloppet som vanns av laget som blivit kända genom boken och filmen ”Boys in the Boat”. Washington Rowing beskriver honom som ”rowing legend”.
Efter tiden som aktiv roddare blev Eriksen tränare för University of Washingtons första årsstudenter (fresh men). Han hade innan dess coachat universitets skid- samt simlag.
Åren 1949-1956 var han tränade roddlaget vid Syracuse University i New York, USA 1949-1956 . 
Efter ett OS utan framgångar för svenska landslaget i rodd frågade Svenska roddförbundets Gunnar Nittzell roddlegendaren  George Pocock om tips på amerikansk tränare, varpå Pocock tipsade om Eriksen eftersom han var svensktalande.
Han tränade landslaget, RK Three Towns och Uddevalla Roddklubb i Sverige. Eriksen tog med sig den roddstil som lärdes ut av Hiram Conibear och i sin tur utvecklades av Ulbrickson vid University of Washington: ”a smooth, flowing combination of the leg drive with a strong back and arms.”
1953 blev han inbjuden från USA till Sverige för att inventera det svenska roddarbeståndet inför olympiaden 1956. Han kom med den då för svenskt vidkommande revolutionerande idén att bilda kombinationslag av roddare från Kungälv, Trollhättan och Strömstad, vilka 1955 bildade RK Three Towns (dock officiellt bildad den 24 januari 1956).
Efter OS 1956 flyttade efter hjälp från redaren vid Uddevallavarvet Gustaf B Thordén Eriksen till Uddevalla, där han blev tränare för Uddevalla RK, som därefter fick stora framgångar. Svenska Roddförbundet anlitade honom som tränare även inför OS i Rom 1960, men där hamnade inga svenska båtar på medaljplats. Därefter slutade Eriksen coacha landslaget och fokuserade under ett några år på Uddevalla roddklubb. Under 1970 fick Eriksen åter ett kortare uppdrag för landslaget.
Eriksen konstruerade i slutet av 1950-talet båttypen Ski-Breeze som sedan såldes i Europa och Nordamerika. Båten tillverkades vid Eriksens varv Skandia Båtvarv vid Oxevik intill Skaftö. Eriksen var under 1960- och 1970-talen ordförande i The International Council of Marine Industry Associations (ICOMIA) säkerhetskommitté. Eriksen var även drivande vid uppkomsten av Båtmässan. Under 1970-talet företog Eriksen flertalet långseglatser runt om i världen vilka under han drabbades av tyfoner, skeppsbrott och pirater.